# Calamagrostis koelerioides
Calamagrostis koelerioides (лат.) — многолетнее травянистое растение; вид рода Вейник (Calamagrostis) семейства Злаки, или Мятликовые (Poaceae).

## Описание

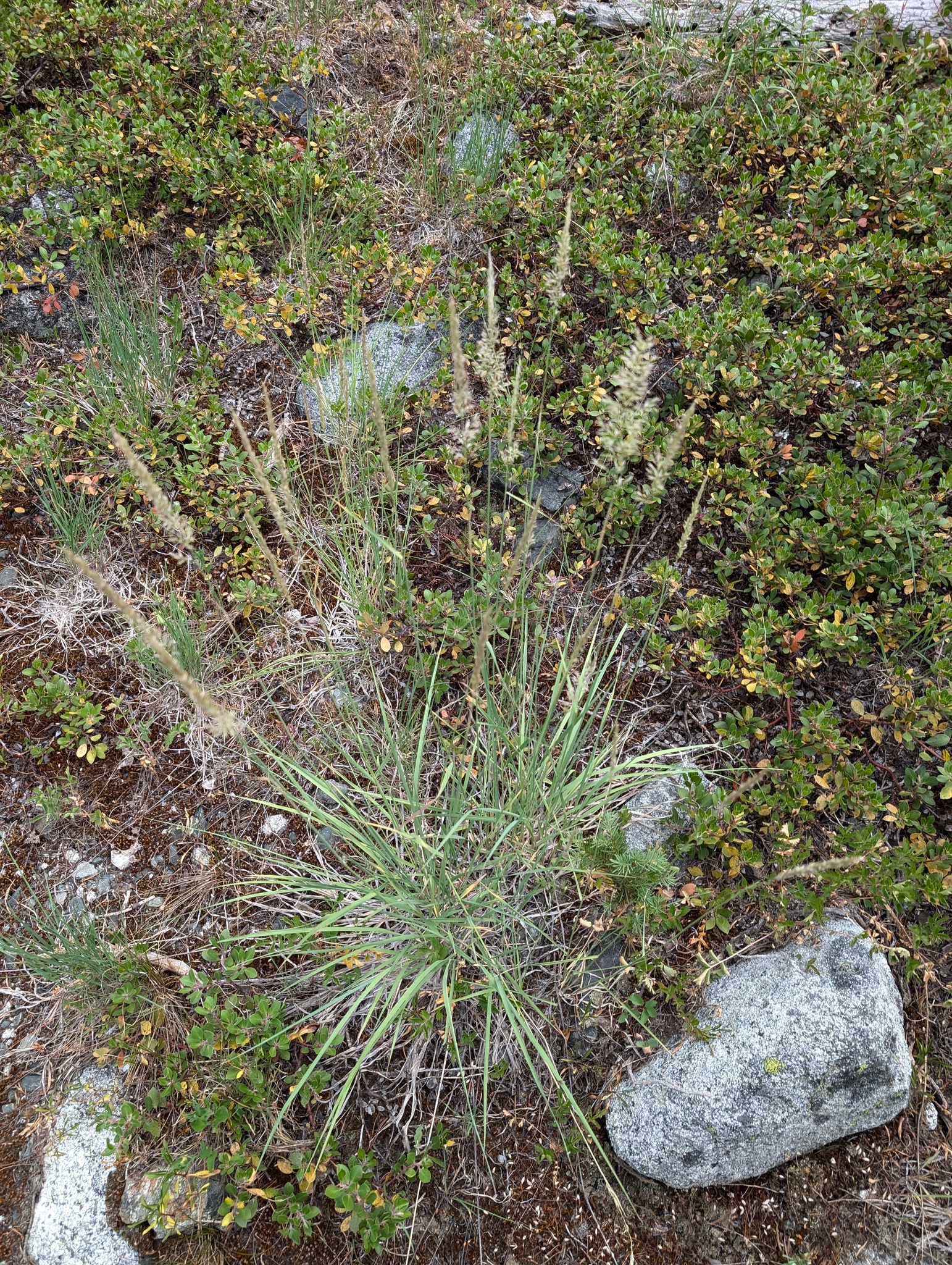
Общий вид Calamagrostis koelerioides

Calamagrostis koelerioides — многолетняя трава с пучками стеблей, достигающих 80 см в длину. Соцветие представляет собой густой массив колосков с отдельными ветвями, сгруппированными параллельно вдоль стебля. Каждый грубый колосок длиной около 6 мм с жёсткой, изогнутой или скрученной остью. Период цветения приходится на июнь и август. Встречается на высоте от 75 до 2160 метров. Влажный сезон длится от 4 до 10 месяцев. Вегетационный период растения длится от 2 до 9 месяцев. Плод — зерновка. Цветок зелёный, фиолетовый или коричневый.

## Ареал и местообитание
Вид произрастает на западе Северной Америки. Ареал обитания — от западного Вайоминга до штата Вашингтон, на юг до Мексики. Встречается во многих типах растительности, включая горные луга, чапараль, сосновые и еловые леса, а также на склонах, сухих холмах и хребтах.